# Włodzimierz Chełmicki
Włodzimierz Chełmicki (ur. 18 maja 1887 w Starej Wsi, zm. 7 września 1968 w Lublinie) – pisarz, krytyk.

## Życiorys
Jego rodzicami byli Gustaw Chełmicki z Chełmicy (1849-1898) i Aniela Jaźwińska. Jego żoną była Wanda Aruszewska herbu Jastrzębiec.
W 1906 roku ukończył Szkołę Handlową Edwarda Rontalera i zaczął studia filozoficzne na Uniwersytecie Jagiellońskim. W 1907 roku, w Lipsku, podjął studia handlowe, kontynuując je w Genewie (Faculté des Lettres). W 1910 roku, w Krakowie, studiował polonistykę pod opieką swojego kuzyna, prof. Chrzanowskiego; obaj spokrewnieni byli z Henrykiem Sienkiewiczem. W czasie I wojny światowej został ranny i, niezdolny do dalszych walk na froncie, dostał się do szkoły inżynieryjnej w Petersburgu. Na ten czas przypadają pierwsze próby literackie.

## Twórczość
Jego pierwszym utworem była trzyaktowa komedia Wojna i miłość.
Następne powstały sztuki:
- Pieniądz – trzyaktowa sztuka, której tytuł po wojnie został zmieniony na Kapitaliści;
- Portret – pięcioaktówka o polskiej malarce Oldze Boznańskiej;
- Wróg w domu – jednoaktówka;
- Twarz i maska (1963) – komedia czteroaktowa;
- Dolary (1964) – komedia czteroaktowa.

Oprócz sztuk teatralnych Chełmicki napisał sporo opowiadań (np. Małorolna jaśnie pani, Serce), z których siedem wydrukował w "Kamenie", a kilkanaście złożył w Wydawnictwie Lubelskim w 1968 roku jako zbiór pt. Ludzie i zwierzęta. Myślą przewodnią opowiadań jest cytowana przez niego gadka podlaska: Prędko idziesz – śmierć dogonisz. Wolno idziesz – śmierć ciebie dogoni.
Pisał także recenzje wystaw plastycznych, zamieszczane w rocznikach "Kameny" oraz recenzje teatralne.